# Rio Canaraua Fetei
O Rio Canaraua Fetei é um rio da Romênia, afluente do Danúbio, localizado no distrito de Constanţa.